# Джей Пандолфо
Джейсон Пол Пандолфо (англ. Jason Paul Pandolfo; 27 грудня 1974, м. Вінчестер, США) — американський хокеїст, правий нападник.
Виступав за Бостонський університет (NCAA), «Олбані Рівер-Ретс» (АХЛ), «Нью-Джерсі Девілс», ХК «Зальцбург», «Спрингфілд Фелконс» (АХЛ), «Нью-Йорк Айлендерс».
В чемпіонатах НХЛ — 866 матчів (100+125), у турнірах Кубка Стенлі — 131 матч (11+22).
У складі національної збірної США учасник чемпіонату світу 1999 (2 матчі, 0+0). У складі молодіжної збірної США учасник чемпіонату світу 1994.
Досягнення
- Володар Кубка Стенлі (2000, 2003).

Тренерська кар'єра
- Скаут «Нью-Джерсі Девілс» (2010—11, НХЛ).